# Rio Caracol (Mato Grosso do Sul)
O rio Caracol é um curso de água que banha o Estado do Mato Grosso do Sul, no Brasil. Trata-se de um afluente do rio Apa, em sua margem direita.